# Marian Stańczyk
Marian Stańczyk (ur. 30 października 1927 w Zawierciu, zm. 2007) – polski polityk, przewodniczący Prezydium Miejskiej Rady Narodowej w Zawierciu w latach 1965–1969.

## Biografia
Syn Stanisława. 11 lutego 1965 roku został wybrany przewodniczącym Prezydium Miejskiej Rady Narodowej w Zawierciu. Funkcję tę pełnił do 11 kwietnia 1969 roku, kiedy to został odwołany. Następnie pracował w Okręgowej Spółdzielni Mleczarskiej w Zawierciu.